# Roussas
Roussas ist eine französische Gemeinde mit 400 Einwohnern (Stand 1. Januar 2022) im Département Drôme in der Region Auvergne-Rhône-Alpes; sie gehört zum Arrondissement Nyons und zum Kanton Grignan.
Nachbargemeinden von Roussas sind Valaurie, Les Granges-Gontardes, Chantemerle-lès-Grignan und Réauville.

## Bevölkerungsentwicklung
| Jahr                       | 1962 | 1968 | 1975 | 1982 | 1990 | 1999 | 2009 | 2016 |
| Einwohner                  | 135  | 157  | 182  | 246  | 315  | 345  | 338  | 365  |
| Quellen: Cassini und INSEE |      |      |      |      |      |      |      |      |

## Sehenswürdigkeiten
- Burg Roussas
- Kirche Saint-Joseph de Roussas